# Eugène Scribe
Pour les articles homonymes, voir Scribe (homonymie).
Eugène Scribe est un dramaturge et librettiste français, né le 24 décembre 1791 à Paris et mort à Paris 9e le 20 février 1861.
L’un des auteurs dramatiques les plus joués du XIXe siècle, en France comme dans le reste du monde, Eugène Scribe a été élu à l’Académie française en 1834. La célébrité dont il a joui de son vivant contraste avec l'oubli dans lequel son œuvre est tombée de nos jours.

## Biographie
Fils d'un marchand de soieries, Eugène Scribe effectue ses études secondaires au collège Sainte-Barbe avant de faire son droit. Passionné de théâtre, il compose déjà, à peine âgé de 18 ans, des pièces de théâtre avec ses amis Casimir Delavigne, Henri Dupin, Delestre-Poirson : Les Dervis (1811), L'Auberge ou Les Brigands sans le savoir (1812), Thibault, comte de Champagne (1813), Le Bachelier de Salamanque, La Pompe funèbre (1815), lesquelles passent toutefois inaperçues. En 1815, une comédie intitulée Une nuit de la garde nationale, écrite en collaboration avec Delestre-Poirson, rencontre enfin le succès et lance une carrière dramatique qui coïncide avec la Restauration.
Dès lors, ce sera pour lui une longue suite de succès. Grâce à de nombreux collaborateurs (dont Germain Delavigne ou Jean-François Bayard, qui épouse sa nièce), Eugène Scribe, qui est l'un des auteurs français les plus prolifiques et l'un des librettistes les plus féconds, compose près de 500 pièces : comédies, vaudevilles, drames, livrets d'opéras ou de ballets. Il publie également des romans, qui n'ont cependant pas autant de succès que ses ouvrages dramatiques.
Élu à l'Académie contre Salvandy le 27 novembre 1834 en remplacement d'Antoine-Vincent Arnault, il est reçu le 28 janvier 1836 par Abel François Villemain. Par la suite, il votera contre l'admission de Victor Hugo, qui ne sera élu qu'en 1841. Il réside à Meudon à l'hôtel des Montalais, 23, route des Gardes.
À la fin de 1857, il commande à Jules Héreau six panneaux peints muraux retraçant sa vie afin de les placer dans l’hôtel particulier qu’il vient de faire construire rue Pigalle.
Eugène Scribe est le père putatif de Georges Coulon, vice-président du conseil d'État de 1898 à 1912. Il meurt le 20 février 1861 au 12, rue Pigalle à Paris. Il est enterré au cimetière du Père-Lachaise à Paris (division 35).

Iconographie
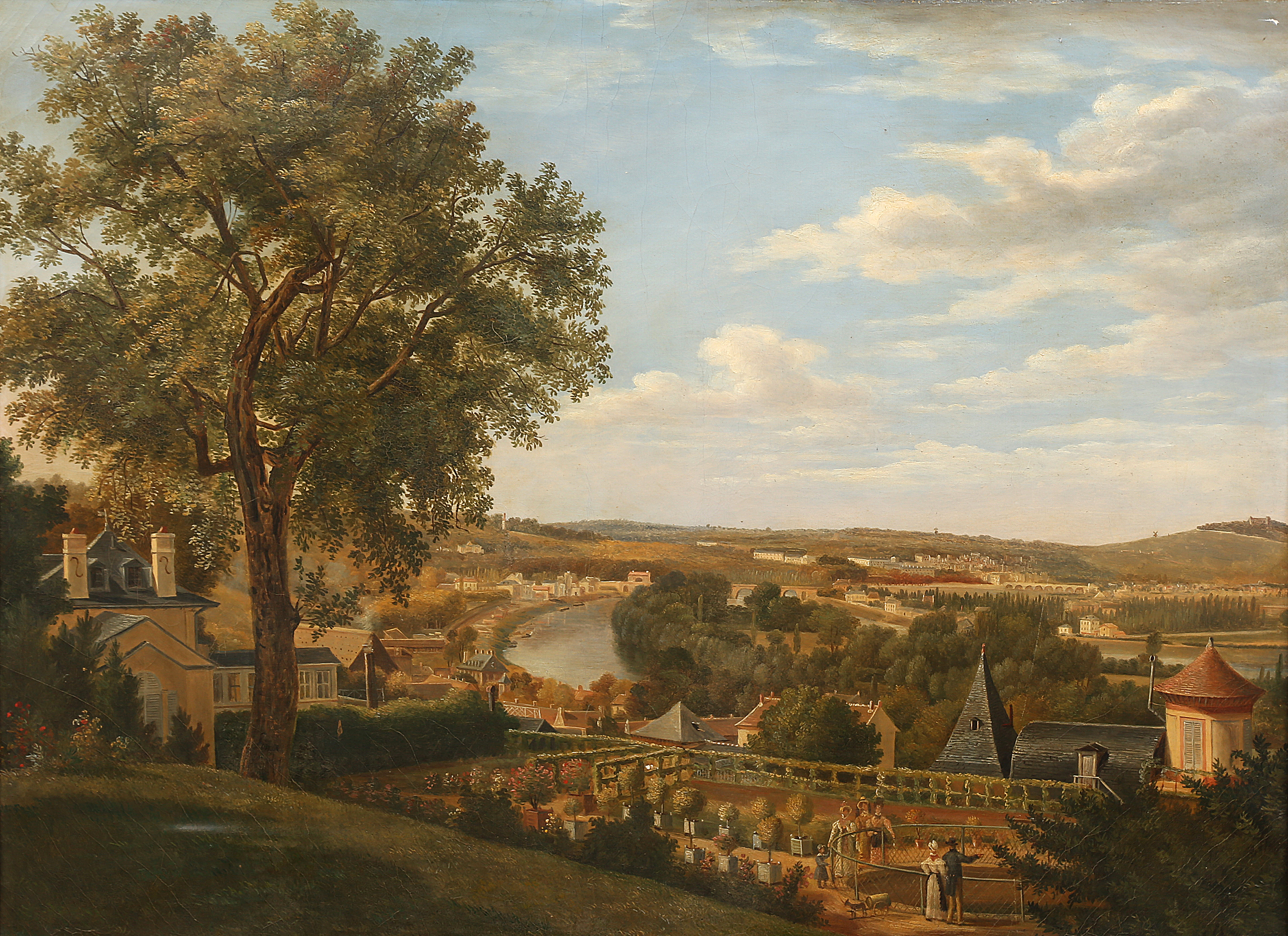
Lina Jaunez, Vue prise à Montalais, près de Sèvres, Salon de 1834, localisation inconnue. Vue de l'hôtel des Montalais (maison d'Eugène Scribe) au 23, route des gardes à Meudon.
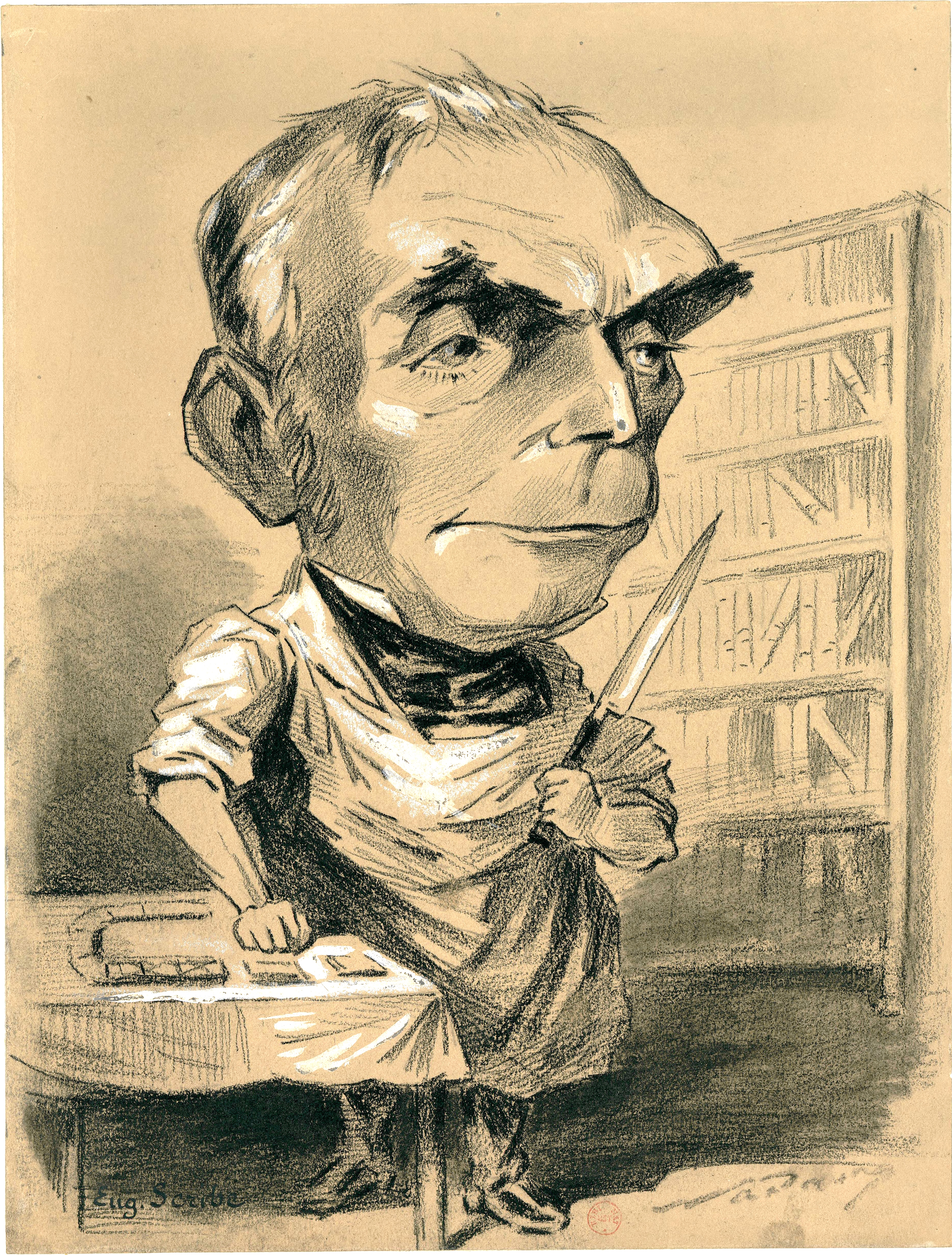
Caricature de Scribe, en pied, tenant un couteau dans la main gauche, par Nadar (entre 1855 et 1859), Paris, BnF.
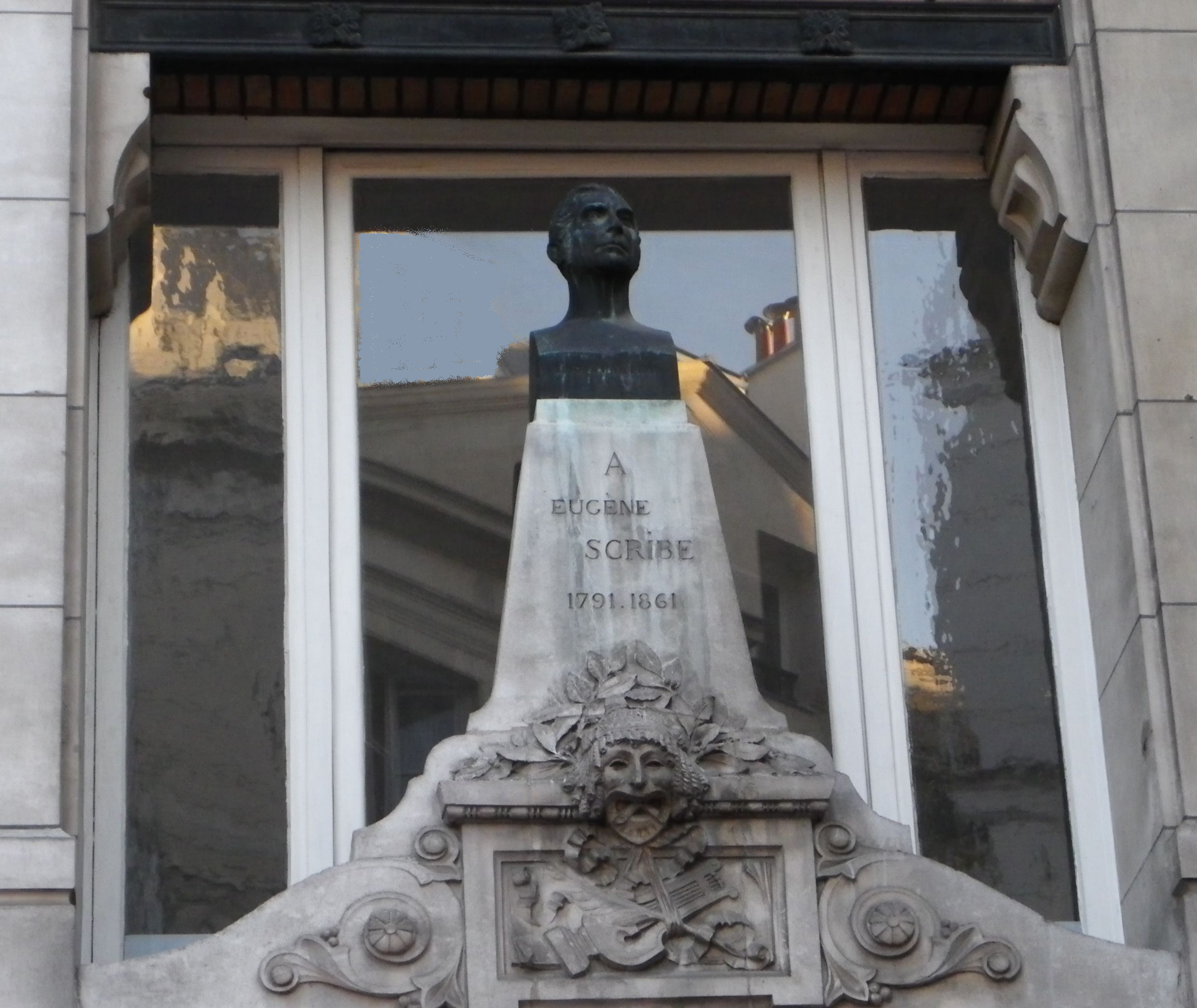
Cochi frères, Monument à Eugène Scribe, Paris, angle de la rue Saint-Denis et de la rue de La Reynie.

## Œuvre

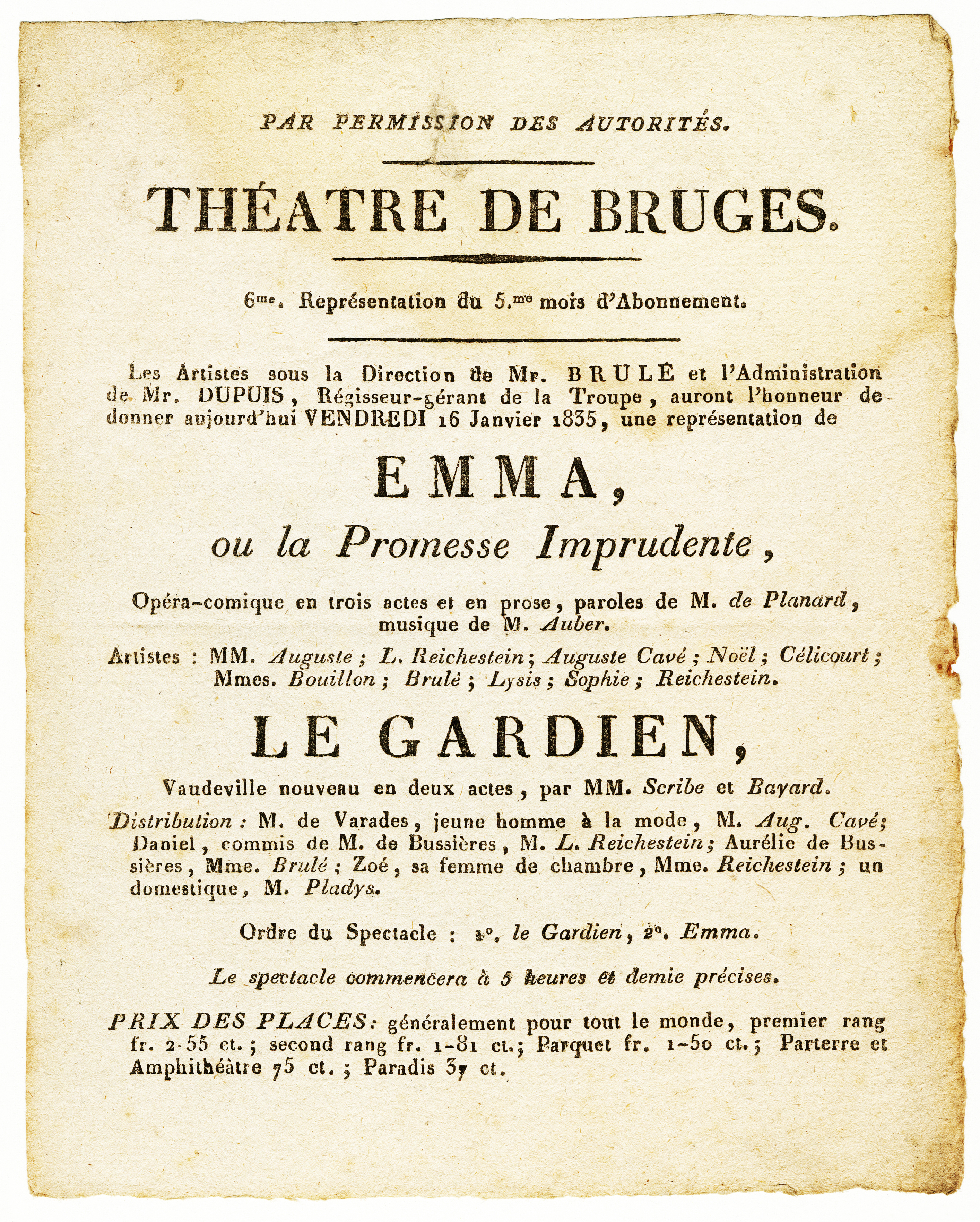
Tract pour la représentation de l'opéra Emma de Daniel-François-Esprit Auber et du vaudeville Le Gardien d'Eugène Scribe et Jean-François-Alfred Bayard au Théâtre de Bruges (Belgique) le vendredi 16 janvier 1835.

Eugène Scribe fut l'un des auteurs dramatiques les plus joués du XIXe siècle, en France et dans le monde entier. Scribe a inventé un type de pièce de théâtre qui a su conquérir le public par une construction dramatique sans faille. Dans ses comédies et ses vaudevilles, il part généralement d'un incident de peu d'importance apparente qui produit des conséquences considérables à travers une suite d'enchaînements d'une logique impeccable.
Seul, ou en collaboration, il a également écrit de nombreux livrets d'opéra, opéra-comique, « grand opéra », ou de ballets. Parmi les plus célèbres, on peut citer :
- La Dame blanche de François-Adrien Boieldieu (1825) ;
- La Somnambule (1827), de Ferdinand Hérold = ballet de Jean-Pierre Aumer, d'après son vaudeville du même titre (1819) ;
- La Muette de Portici de Daniel-François-Esprit Auber (1828) ;
- Le Comte Ory de Gioachino Rossini (1828) ;
- Fra Diavolo de Daniel-François-Esprit Auber (1830) ;
- Robert le Diable de Giacomo Meyerbeer (1831) ;
- Le Chalet d'Adolphe Adam (1834) ;
- La Juive de Jacques Fromental Halévy (1835) ;
- Les Huguenots de Giacomo Meyerbeer (1836) ;
- La Favorite de Gaetano Donizetti (1840) ;
- Le Prophète de Giacomo Meyerbeer (1849) ;
- Les Vêpres siciliennes de Giuseppe Verdi (1855) ;
- Barkouf de Jacques Offenbach (1860) ;
- L'Africaine de Giacomo Meyerbeer (1865, posthume).

### Liste chronologique des œuvres
Liste des œuvres d'Eugène Scribe
- 1811 :
  - Les Dervis, vaudeville.
- 1812 :
  - L'Auberge, vaudeville.
- 1813 :
  - Thibault, comte de Champagne, vaudeville ;
  - Koulikan, drame ;
  - La Chambre à coucher, opéra-comique.
- 1815 :
  - Le Bachelier de Salamanque ; Une nuit de la garde nationale ; La Mort et le Bucheron ; La Pompe funèbre, vaudevilles ;
  - La Redingote et la Perruque, opéra-comique.
- 1816 :
  - Flore et Zéphire ; La Jarretière de la mariée ; Farinelli ; Les Montagnes russes ; Guzman d'Alfrarache ; Encore une nuit de la garde nationale, vaudevilles ;
  - Le Valet de son rival, comédie ;
  - La Comtesse de Troun, opéra-comique.
- 1817 :
  - La Barrière du Mont-Parnasse ; Le Café des Variétés ; Le Combat des montagnes ; Les Comices d'Athènes ; Encore un Pourceaugnac ; Le Petit Dragon ; La Princesse de Tarare ; Les Deux Précepteurs ; Le Solliciteur, vaudevilles.
- 1818 :
  - Les Dehors trompeurs ; La Fête du mari ; L'Hôtel des Quatre Nations ; L'École du village ; Le Nouveau Nicaise ; Une visite à Bedlam ; La Volière du frère Philippe, vaudevilles.
- 1819 :
  - La Somnambule ; Les Deux Maris ; Caroline ; Le Fou de Péronne, vaudevilles ;
  - Les Frères invisibles, drame.
- 1820 :
  - Le Boulevard Bonne-Nouvelle ; L'Ennui ; L'Homme noir ; Marie Jobard ; L'Ours et le Pacha ; Le Mystificateur ; Le Spleen ; Le Témoin ; Le Vampire, vaudevilles.
- 1821 :
  - L'Amant bossu ; L'Amour platonique ; L'Artiste ; Le Beau Narcisse ; Le Colonel Frontin ; Le Gastronome sans argent ; L'Intérieur de l'étude ; Le Mariage enfantin ; Le Ménage de garçon ; Michel et Christine ; La Petite Sœur ; Le Secrétaire et le Cuisinier ; Le Somnambule, vaudevilles ;
  - Le Parrain, comédie ;
  - La Meunière, opéra-comique.
- 1822 :
  - Le Bon Papa ; La Demoiselle et la Dame ; Les Eaux du Mont-d'Or ; L'Écarté ; Mémoires d'un colonel de hussards ; La Nouvelle Clary ; La Petite Folle ; Philibert marié ; Le Prince charmant ; La Veuve du Malabar ; Le Vieux Garçon et la Petite Fille, vaudevilles ;
  - Le Paradis de Mahomet ; La Petite Lampe merveilleuse ; Les Adieux au public, opéras-comiques.
- 1823 :
  - L'Avare en goguette ; Le Confident ; Les Grisettes ; L'Intérieur d'un bureau ; La Loge du portier ; La Maîtresse du logis ; Le Marchand d'amour ; Le Menteur véridique ; Partie et Revanche ; La Pension bourgeoise ; Le Plan de campagne; Le Retour ; La Rosière de Rosny ; Rossini à Paris ; Trilby ; Un dernier jour de fortune ; Une heure à Port-Sainte-Marie ; La Vérité dans le vin, vaudevilles ;
  - Valérie, comédie ;
  - Rodolphe, drame ;
  - Leicester ; La Neige ; Le Valet de chambre, opéras-comiques.
- 1824 :
  - Les Adieux au comptoir ; Le Baiser au porteur ; Le Bal champêtre ; Le Château de la Poularde ; Le Coiffeur et le Perruquier ; Coraly ; Le Dîner sur l'herbe ; Le Fondé de pouvoirs ; La Haine d'une femme ; L'Héritière ; Le Leicester du faubourg ; La Mansarde des artistes ; Le Men ; Monsieur Tardif ; Le Parlementaire ; Peau d'âne ; Les Trois Genres, vaudevilles ;
  - Le Concert à la cour ou la Débutante ; Léocadie, opéras-comiques ;
  - Robin des Bois, opéra.
- 1825 :
  - La Charge à payer ; Le Charlatanisme ; Les Empiriques d'autrefois ; Les Inséparables ; Le Mauvais Sujet ; Le Plus Beau Jour de la vie ; Les Premières Amours ; La Quarantaine ; Vatel, vaudevilles ;
  - La Dame blanche ; Le Maçon, opéras-comiques ;
  - Le Mauvais Sujet, drame en un acte, avec Camille Pillet.
- 1826 :
  - L'Ambassadeur ; La Belle-mère ;  Le Confident ; La Demoiselle à marier ; La Lune de miel ; Le Mariage de raison ; Le Médecin des dames ; Les Manteaux ; L'Oncle d'Amérique ; Simple Histoire, vaudevilles ;
  - Le Timide ; Fiorella ; La Vieille, opéras-comiques.
- 1827 :
  - La Chatte métamorphosée en femme ; Le Diplomate ; Les Élèves du Conservatoire ; Madame de Saint-Agnès ; La Marraine ; Le Baron de Trenck ; Le Mal du pays ; Malvina ; La Manie des places ; Les Moralistes ; Yelva, vaudevilles ;
  - La Lettre posthume ; Le Loup-garou, opéra-comique ;
  - La Somnambule, ballet.
- 1828 :
  - Le Vieux Mari, vaudevilles ;
  - Le Mariage d'argent, comédie ;
  - Avant, pendant et après : esquisses historiques, drame ;
  - Le Comte Ory ; La Muette de Portici, opéras.
- 1829 :
  - L'Ambassadeur ; Les Actionnaires ; Aventures du petit Jones ; La Famille du baron ; Les Héritiers de Crac ; Louise ou la Réparation ; Théobald, ou le Retour de Russie, vaudevilles ;
  - La Bohémienne, drame ;
  - Les Deux Nuits ; La Fiancée, opéras-comiques ;
  - Alcibiade ; La Belle au bois dormant, opéra.
- 1830 :
  - La Cour d'assises ; Le Foyer du Gymnase ; Jeune et vieille ; Les Nouveaux Jeux de l'amour et du hasard ; La Seconde Année ; Philippe ; Une faute, vaudevilles ;
  - Les Inconsolables, comédie ;
  - L'Enlèvement ; Fra Diavolo, opéras-comiques ;
  - Le Dieu et la Bayadère, opéra ;
  - Manon Lescaut, ballet.

- 1831 :
  - Zoé ; Le Budget d'un jeune ménage ; Le Comte de Saint-Ronan ; La Favorite ; La Famille Riquebourg ; Le Luthier de Lisbonne ; Le Quaker et la Danseuse ; Le Soprano ; Le Suisse de l'hôtel ; Les Trois maîtresses, vaudevilles ;
  - La Marquise de Brinvilliers, opéra-comique ;
  - L'Orgie ; Le Philtre ; Robert le Diable, opéras.
- 1832 :
  - Camille ; L'Apollon du réverbère ; Le Chaperon ; La Grande Aventure ; Le Moulin de Javelle ; Le Savant ; Schahabaham II ; Toujours ; Une monomanie ; La Vengeance italienne, vaudevilles ;
  - Dix ans de la vie d'une femme, drame ;
  - La Médecine sans médecin, Zémire et Azor, opéras-comiques ;
  - Le Serment, opéra.
- 1833 :
  - Dugazon ; Le Gardien ; Les Malheurs d'un amant heureux ; Un trait de Paul Ier ; Les Vieux Péchés, vaudevilles ;
  - Bertrand et Raton, ou l’Art de conspirer, comédie ;
  - La Prison d'Édimbourg, opéra-comique ;
  - Ali-Baba ; Gustave III, opéras.
- 1834 :
  - La Chanoinesse ; Estelle ; La Frontière de Savoie ; Le Lorgnon ; Salvoisy, vaudevilles ;
  - L'Ambitieux ; La Passion secrète, comédies ;
  - Le Chalet ; Lestocq ; Le Fils du prince, opéras-comiques.
- 1835 :
  - Être aimé ou mourir ; La Pensionnaire mariée ; Une chaumière et son cœur, vaudevilles ;
  - Le Cheval de bronze ; Le Portefaix (en), opéras-comiques ;
  - La Juive, opéra ;
  - Une Chaumière et son cœur, comédie-vaudeville en deux actes et trois parties, avec Alphonse-Théodore Cerfbeer.
- 1836 :
  - Chut ! ; Le Fils d'un agent de change ; Sir Hugues de Guilfort ; Valentine, vaudevilles ;
  - Marie Seymour, drame ;
  - Actéon ; Les Chaperons blancs ; Le Mauvais Œil ; L'Ambassadrice, opéras-comiques ;
  - Les Huguenots, opéra.
- 1837 :
  - Avis aux coquettes ; César ; L'Étudiant et la Grande Dame, vaudevilles ;
  - La Camaraderie, comédie ;
  - Le Domino noir ; Le Remplaçant, opéras-comiques.
- 1838 :
  - Clermont, vaudeville ;
  - Les Indépendants, comédie ;
  - La Figurante ; Marguerite ; Le Fidèle Berger, opéras-comiques ;
  - Guido et Ginevra, opéra ;
  - La Volière, ballet.
- 1839 :
  - La Reine d'un jour ; Le Shérif ; Polichinelle ; Les Treize (opéra-comique) ; Régine, opéras-comiques ;
  - Le Lac des fées, opéra ;
  - La Xacarilla ; La Tarentule, ballets.
- 1840 :
  - La Calomnie ; La Grand-mère ; Japhet ; Le Verre d'eau, comédies ;
  - L'Opéra à la cour ; Zanetta, opéras-comiques ;
  - Le Drapier ; Les Martyrs, La Favorite, opéras.
- 1841 :
  - Cécily, vaudeville ;
  - Une chaine ; Le Veau d'or, comédies ;
  - Le Guitarrero ; La Main de fer ; Les Diamants de la couronne, opéras-comiques ;
  - Carmagnola, opéra.
- 1842 :
  - Le Diable à l'école ; Le Fils de Cromwell, vaudevilles ;
  - Le Fils de Cromwell ; Oscar, comédies ;
  - Le Code noir ; Le Diable à l'école ; Le Duc d'Olonne ; Le Kiosque, opéras-comiques.
- 1843 :
  - Lambert Simmel ; La Part du diable ; Le Puits d'amour, opéras-comiques ;
  - Dom Sébastien, roi de Portugal, opéra.
- 1844 :
  - Les Surprises, vaudeville ;
  - La Tutrice, comédie ;
  - Oreste et Pylade ; La Sirène ; Cagliostro, opéras-comiques.
- 1845 :
  - Rebecca ; Babiole et Joblot ; L'Image, vaudevilles ;
  - La Charbonnière ; La Barcarolle ; Le Ménétrier, opéras-comiques.
- 1846 :
  - La Loi salique ; Geneviève ; La Charbonnière, vaudevilles.
- 1847 :
  - Irène ; Maître Jean ; La Protégée sans le savoir ; Daranda ; Une femme qui se jette par la fenêtre, vaudevilles ;
  - Ne touchez pas à la reine ; Haydée ; Le Sultan Saladin, opéras-comiques.
- 1848 :
  - Ô amitié !, vaudeville ;
  - La Nuit de Noël, opéra-comique ;
  - Jeanne la folle, opéra ;
  - Le puff, ou Mensonge et vérité, comédie en 5 actes et en prose.
- 1849 :
  - Les Filles du docteur, vaudeville ;
  - Adrienne Lecouvreur, drame ;
  - La Fée aux roses, opéra-comique ;
  - Le Prophète, opéra.
- 1850 :
  - Héloïse et Abélard, vaudeville ;
  - Les Contes de la reine de Navarre, comédie ;
  - La Chanteuse voilée ; Giralda ; La Dame de pique ; La tempesta, opéras-comiques ;
  - L'Enfant prodigue, opéra.
- 1851 :
  - Bataille de dames, avec Ernest Legouvé,comédie ;
  - Mosquita la sorcière ; Florinda ; Zerline, opéras.
- 1852 :
  - Le Mystère d'Udolphe ; Marco Spada ; Le Vieux Château, opéras-comiques ;
  - Le Juif errant, opéra.
- 1853 :
  - Le Nabab ; La Lettre au Bon Dieu, opéras-comiques.
- 1854 :
  - L'Étoile du nord ; La Fiancée du diable, opéras-comiques ;
  - La Nonne sanglante, opéra.
- 1855 :
  - La Czarine, drame ;
  - Jenny Bell ; Jacqueline ou la Fille du soldat, opéras-comiques ;
  - Les Vêpres siciliennes, opéra.
- 1856 :
  - Manon Lescaut (Auber), opéra-comique.
- 1857 :
  - Le Cheval de bronze, opéra-ballet ;
  - Marco Spada, ballet.
- 1858 :
  - Les Doigts de fée ; Feu Lionel ; Les Trois Maupin, comédies ;
  - La Chatte métamorphosée en femme ; Broskovano ; Les Trois Nicolas, opéras-comiques.
- 1859 :
  - Les Petits Violons du Roi ; Yvonne, opéras-comiques.
- 1860 :
  - La Fille de trente ans ; La Frileuse, comédies ;
  - Barkouf ; Le Nouveau Pourceaugnac, opéras-comiques.
- 1861 :
  - La Circassienne ; Madame Grégoire ; La Beauté du diable, opéras-comiques.
- 1864 :
  - La Fiancée du roi de Garbe, opéra-comique (posthume).
- 1865 :
  - L'Africaine, opéra (posthume).
- 1870 :
  - L'Ours et le Pacha, opéra-comique (posthume).

## Hommages
Son buste orne la façade du théâtre des Célestins à Lyon.
Son buste orne également l’opéra Garnier à Paris.
Son nom a été attribué à :
- la rue Scribe à Paris ;
- la rue Scribe à Nantes.